# Stars auf Eis
Stars auf Eis – von und mit Katarina Witt war eine deutsche Eiskunstlaufshow, die von Oktober 2006 bis Februar 2008 auf dem Fernsehsender ProSieben ausgestrahlt wurde. Sie war eine lizenzierte Umsetzung des US-amerikanischen Formats Skating with Celebrities.

## Konzept
In der Show traten mehrere Prominente mit jeweils einem Tanzpartner, professionellen oder erfolgreichen Eiskunstläufern und -läuferinnen, gegeneinander in Eistänzen an.
In jeder Folge führten die Prominenten und ihre Partner live einen Eistanz auf. Die Juroren beurteilten anschließend die Leistung mit A- und B-Noten nach dem traditionellen 6.0-Wertungssystem der ISU für das Eiskunstlaufen. Jeder Juror vergab eine A-Note für die technische Ausführung und die Schwierigkeit des Tanzes sowie eine B-Note für den künstlerischen Ausdruck. Jede Note konnte zwischen 0,0 und 6,0 in Schritten von 0,1 Punkten vergeben werden. Alle Leistungen wurden anschließend in einer Rangliste sortiert. Daraufhin wurden die Platzierungen mit steigenden Punkten versehen: So erhielt der Letztplatzierte einen Punkt, der Vorletzte zwei Punkte und so weiter. Die Fernsehzuschauer stimmten ebenfalls per Televoting, also per Telefon und SMS, ab. Die Punktevergabe erfolgte mit der gleichen Juroren-Methode: Das Paar mit den wenigsten Anrufen erhielt einen Punkt, das Paar mit den zweitwenigsten Anrufe zwei Punkte und so weiter. Für die Gesamtpunktzahl, die die Endrangliste bestimmte, um das am niedrigsten platzierte Paar zu ermitteln, wurden die Jury- und Zuschauerwertungen addiert.
Das Paar mit der wenigsten Gesamtwertung musste die Show verlassen.
Nach dem Ausscheiden aus der Show traten die professionellen Eiskunstläufer und -läuferinnen in den weiteren Folgen mit Show-Einlagen auf.

## Übersicht der Staffeln
| Staffel (ges) | Premiere      | Finale        | Sieger-Paar                          | Sender    | Sendeplatz           | Moderatoren                     | Jury                                                  |
| ------------- | ------------- | ------------- | ------------------------------------ | --------- | -------------------- | ------------------------------- | ----------------------------------------------------- |
| 1             | 18. Okt. 2006 | 29. Nov. 2006 | Oliver Petszokat & Kati Winkler      | ProSieben | Mittwoch 20:15 Uhr   | Katarina Witt, Stefan Gödde     | Reinhard Mirmseker, Daniel Weiss, Jeanette Biedermann |
| 2             | 13. Dez. 2007 | 7. Feb. 2008  | Susanne Pätzold & Maurizio Margaglio | ProSieben | Donnerstag 20:15 Uhr | Katarina Witt, Oliver Petszokat | Reinhard Mirmseker, Daniel Weiss, Kati Winkler        |

## Erste Staffel (2006)
Während Anfang Mai 2006 bekannt wurde, dass eine Eiskunstlaufshow mit Katarina Witt in Planung sei, wurde unter anderem der Titel der Show Stars auf Eis sowie einige professionelle Eiskunstläufer und -läuferinnen, die in der Show auftreten werden, Ende Juni 2006 bekannt geben. Am 21. August 2006 teilte der Sender mit, dass die Show ab dem 18. Oktober jeden Mittwoch um 20:15 Uhr live ausgestrahlt werden soll. Mitte September 2006 wurden schließlich alle Teilnehmer und deren Partner sowie die Juroren und Moderatoren mitgeteilt.
Zur Jury der ersten Staffel gehörten der internationale Eislauf-Preisrichter und ehemaliger Präsident der Deutschen Eislauf-Union Reinhard Mirmseker, der zweifache Deutsche Eiskunstlauf-Meister und ARD-Eislaufexperte Daniel Weiss sowie die Schauspielerin und Sängerin Jeanette Biedermann. Die Choreografin und Trainerin der Paare war Renée Roca, eine ehemalige US-amerikanische Eistänzerin, die auch beim US-Originalformat Skating with Celebrities als Choreografin fungierte.
Die Moderation der ersten Staffel übernahmen Katarina Witt und Stefan Gödde. Die von Werner Kimmig und With Witt Sports & Entertainment produzierte siebenteilige Staffel wurde in einer extra für die Show erbauten Halle im Europa-Park in Rust, Baden-Württemberg gedreht.

### Teilnehmer

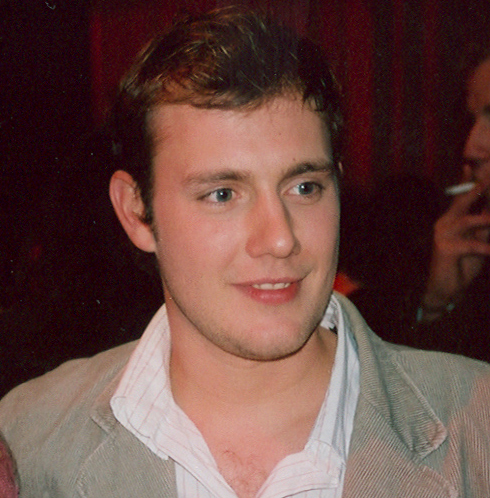
Oliver Petszokat (2004): Sieger der ersten Staffel (2006)

Am 14. September 2006 teilte der Fernsehsender ProSieben die Teilnehmer der Show mit. Ab der zweiten Folge verließ am Ende einer Folge ein Teilnehmerpaar die Show.
| 0Teilnehmerpaare und Platzierungen der ersten Staffel (2006) | 0Teilnehmerpaare und Platzierungen der ersten Staffel (2006) | 0Teilnehmerpaare und Platzierungen der ersten Staffel (2006) | 0Teilnehmerpaare und Platzierungen der ersten Staffel (2006) | 0Teilnehmerpaare und Platzierungen der ersten Staffel (2006) | 0Teilnehmerpaare und Platzierungen der ersten Staffel (2006) |
| Platz                                                        | Teilnehmer/in                                                | Bekannt als                                                  | Eiskunstlauf-Partner                                         | ausgeschieden in                                             |                                                              |
| ------------------------------------------------------------ | ------------------------------------------------------------ | ------------------------------------------------------------ | ------------------------------------------------------------ | ------------------------------------------------------------ | ------------------------------------------------------------ |
| 1                                                            | Oliver Petszokat                                             | Sänger und Schauspieler                                      | Kati Winkler                                                 | Sieger                                                       |                                                              |
| 2                                                            | Charlotte Engelhardt                                         | Moderatorin                                                  | René Lohse                                                   | Zweite                                                       |                                                              |
| 3                                                            | Lucy Diakovska                                               | Sängerin                                                     | Silvio Smalun                                                | Dritte                                                       |                                                              |
| 4                                                            | Annabelle Mandeng                                            | Schauspielerin und Moderatorin                               | Matthias Bleyer                                              | Vierte                                                       |                                                              |
| 5                                                            | Magdalena Brzeska                                            | Turnerin für Rhythmische Sportgymnastik                      | Norman Jeschke                                               | Folge 6                                                      |                                                              |
| 6                                                            | Ande Werner                                                  | Komiker (Mundstuhl)                                          | Annette Dytrt                                                | Folge 5                                                      |                                                              |
| 7                                                            | Eberhard Gienger                                             | Kunstturner und Politiker                                    | Mikkeline Kierkgaard                                         | Folge 4                                                      |                                                              |
| 8                                                            | Heike Drechsler                                              | Leichtathletin                                               | Vladimir Tsvetkov                                            | Folge 3                                                      |                                                              |
| 9                                                            | Pierre Geisensetter                                          | Moderator und Schauspieler                                   | Denise Biellmann                                             | Folge 2                                                      |                                                              |

## Zweite Staffel (2007–2008)
Die zweite Staffel, die Anfang Januar 2007 angekündigt wurde, wurde vom 13. Dezember 2007 bis zum 7. Februar 2008 ausgestrahlt.

Diesmal wurden die Folgen am Donnerstagabend um 20:15 Uhr gezeigt und übernahm damit den Sendeplatz der abgeschlossenen sechsten Staffel Popstars. Des Weiteren übernahm der Vorjahressieger Oliver Petszokat die Co-Moderation an der Seite von Katarina Witt und ersetzte somit Stefan Gödde. Die Jurorin Jeanette Biedermann wurde durch die Vorjahressiegerin und Eiskunstläuferin Kati Winkler ersetzt. Reinhard Mirmseker und Daniel Weiss waren weiterhin Teil der Jury.

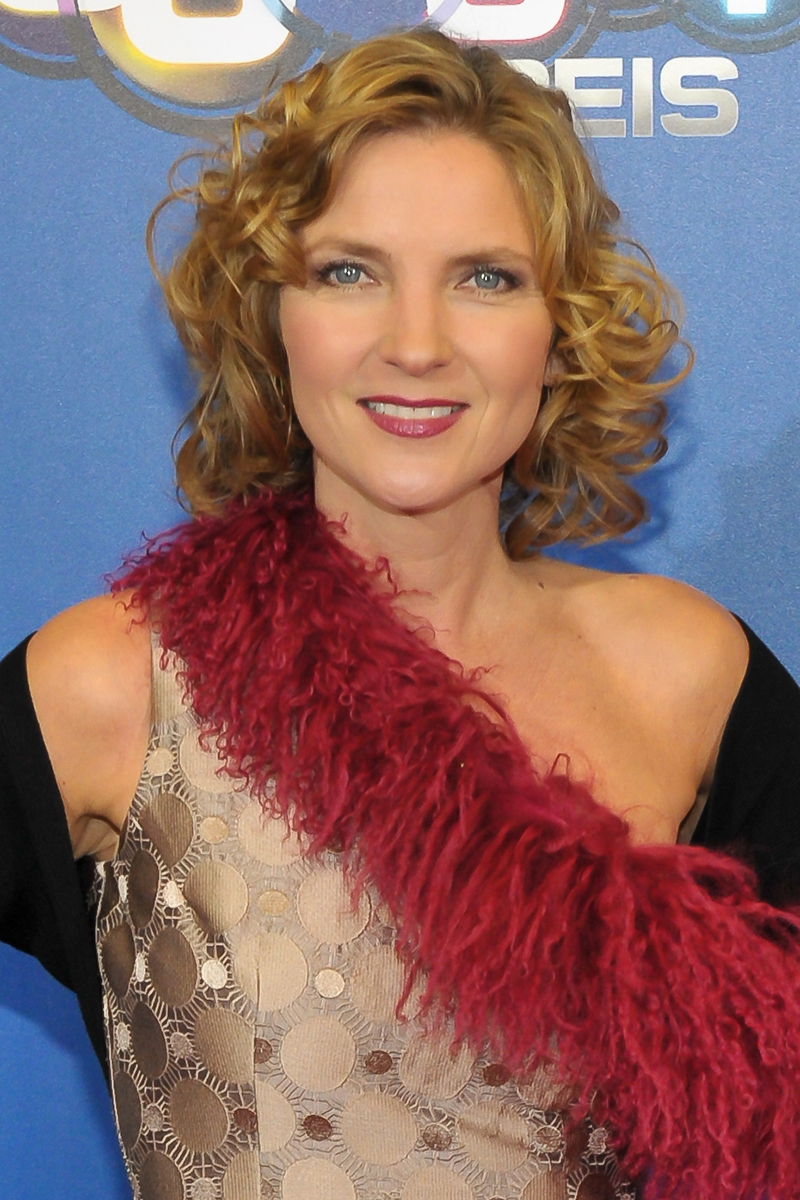
Susanne Pätzold (2013): Siegerin der zweiten Staffel (2008)

Die erneut von Werner Kimmig und With Witt Sports & Entertainment produzierte neunteilige Staffel wurde wieder in der extra für die Show erbauten Halle im Europa-Park in Rust, Baden-Württemberg gedreht. Die Zweitplatzierte der ersten Staffel, Charlotte Engelhardt wirkte in dieser Staffel als Backstage-Reporterin mit.

### Teilnehmer
Am 15. November 2007 teilte der Fernsehsender ProSieben die erstmals elf Teilnehmer der Show mit. Bereits ab der ersten Folge verließ am Ende einer Folge ein Teilnehmerpaar die Show. Zu den angekündigten Teilnehmern war auch die Moderatorin und Model Jana Ina dabei. Da sie sich jedoch im Training den Ellenbogen angebrochen hatte, konnte sie nicht in der ersten Sendung auftreten und musste die ganze Staffel absagen. Als Ersatz lief ab der zweiten Folge die Schauspielerin Nina Bott mit.
In der Folge vom 10. Januar 2008 brach sich Bürger Lars Dietrich bei seiner Kür das Wadenbein und erlitt einen Bänderriss. Als Ersatz für ihn trat ab 17. Januar 2008 Schauspieler und Moderator Carsten Spengemann an. In derselben Folge schied kein Teilnehmerpaar aus, da sich die Eiskunstläuferin Denise Biellmann, Partnerin von Patrick Bach, live das Schultergelenk ausgekugelt hat. Stattdessen wurde zu Beginn der siebten Folge am 24. Januar 2008 ein Battle zwischen ihnen und den Vorletzten, Carsten Spengemann und Susanne Peters, veranstaltet. Daher schieden in dieser Folge zwei Teilnehmerpaare aus.
| 0Teilnehmerpaare und Platzierungen der zweiten Staffel (2007–2008) | 0Teilnehmerpaare und Platzierungen der zweiten Staffel (2007–2008) | 0Teilnehmerpaare und Platzierungen der zweiten Staffel (2007–2008) | 0Teilnehmerpaare und Platzierungen der zweiten Staffel (2007–2008) | 0Teilnehmerpaare und Platzierungen der zweiten Staffel (2007–2008) | 0Teilnehmerpaare und Platzierungen der zweiten Staffel (2007–2008) | 0Teilnehmerpaare und Platzierungen der zweiten Staffel (2007–2008) |
| Platz                                                              | Teilnehmer/in                                                      | Bekannt als                                                        | Eiskunstlauf-Partner                                               | Einstieg in                                                        | Ausstieg in                                                        | Bemerkung                                                          |
| ------------------------------------------------------------------ | ------------------------------------------------------------------ | ------------------------------------------------------------------ | ------------------------------------------------------------------ | ------------------------------------------------------------------ | ------------------------------------------------------------------ | ------------------------------------------------------------------ |
| 1                                                                  | Susanne Pätzold                                                    | Schauspielerin                                                     | Maurizio Margaglio                                                 | Folge 1                                                            | Siegerin                                                           |                                                                    |
| 2                                                                  | Patrick Nuo                                                        | Sänger                                                             | Pauline Schubert                                                   | Folge 1                                                            | Zweiter                                                            |                                                                    |
| 3                                                                  | Frank Matthée                                                      | Hochzeitsplaner                                                    | Mikkeline Kierkgaard                                               | Folge 1                                                            | Dritter                                                            |                                                                    |
| 4                                                                  | Christina Surer                                                    | Model und Autorennfahrerin                                         | Norman Jeschke                                                     | Folge 1                                                            | Folge 8                                                            |                                                                    |
| 5                                                                  | Patrick Bach                                                       | Schauspieler                                                       | Denise Biellmann                                                   | Folge 1                                                            | Folge 7                                                            |                                                                    |
| 6                                                                  | Carsten Spengemann                                                 | Schauspieler und Moderator                                         | Susanne Peters                                                     | Folge 6                                                            | Folge 7                                                            | Als Ersatz für Dietrich                                            |
| 7                                                                  | Bürger Lars Dietrich                                               | Musiker und Komiker                                                | Susanne Peters                                                     | Folge 1                                                            | Folge 5                                                            | Ausscheiden aufgrund einer Verletzung                              |
| 8                                                                  | Yvonne Schröder                                                    | Model                                                              | Paul Pradel                                                        | Folge 1                                                            | Folge 5                                                            |                                                                    |
| 9                                                                  | Nina Bott                                                          | Schauspielerin                                                     | Vladimir Tsvetkov                                                  | Folge 2                                                            | Folge 4                                                            | Als Ersatz für Jana Ina                                            |
| 10                                                                 | Giulia Siegel                                                      | Model und Moderatorin                                              | Jan Luggenhölscher                                                 | Folge 1                                                            | Folge 3                                                            |                                                                    |
| 11                                                                 | Verena Kerth                                                       | Moderatorin                                                        | René Lohse                                                         | Folge 1                                                            | Folge 2                                                            |                                                                    |
| 12                                                                 | Boris Entrup                                                       | Hairstylist und Make Up Artist                                     | Darya Nucci                                                        | Folge 1                                                            | Folge 1                                                            |                                                                    |

### Ergebnisse
In den folgenden Tabellen sind die Ergebnisse der Endrangliste der jeweiligen Folge zu sehen.
| Paar                                  | Wertung Jury | Wertung Zuschauer | Gesamt- wertung |
| ------------------------------------- | ------------ | ----------------- | --------------- |
| Christina Surer & Norman Jeschke      | 10 Punkte    | 9 Punkte          | 19 Punkte       |
| Frank Matthée & Mikkeline Kierkgaard  | 6 Punkte     | 10 Punkte         | 16 Punkte       |
| Patrick Bach & Denise Biellmann       | 8 Punkte     | 7 Punkte          | 15 Punkte       |
| Patrick Nuo & Pauline Schubert        | 9 Punkte     | 6 Punkte          | 15 Punkte       |
| Bürger Lars Dietrich & Susanne Peters | 2 Punkt      | 8 Punkte          | 10 Punkte       |
| Yvonne Schröder & Paul Pradel         | 4 Punkte     | 5 Punkte          | 9 Punkte        |
| Verena Kerth & René Lohse             | 6 Punkte     | 2 Punkte          | 8 Punkte        |
| Susanne Pätzold & Maurizio Margaglio  | 7 Punkte     | 1 Punkt           | 8 Punkte        |
| Giulia Siegel & Jan Luggenhölscher    | 3 Punkte     | 3 Punkte          | 6 Punkte        |
| Boris Entrup & Darya Nucci            | 1 Punkt      | 4 Punkte          | 5 Punkte        |

| Paar                                  | Wertung Jury | Wertung Zuschauer | Gesamt- wertung |
| ------------------------------------- | ------------ | ----------------- | --------------- |
| Susanne Pätzold & Maurizio Margaglio  | 10 Punkte    | 9 Punkte          | 19 Punkte       |
| Patrick Bach & Denise Biellmann       | 7 Punkte     | 8 Punkte          | 15 Punkte       |
| Christina Surer & Norman Jeschke      | 9 Punkte     | 5 Punkte          | 14 Punkte       |
| Frank Matthée & Mikkeline Kierkgaard  | 6 Punkte     | 7 Punkte          | 13 Punkte       |
| Nina Bott & Vladimir Tsvetkov         | 1 Punkt      | 10 Punkte         | 11 Punkte       |
| Patrick Nuo & Pauline Schubert        | 8 Punkte     | 3 Punkte          | 11 Punkte       |
| Bürger Lars Dietrich & Susanne Peters | 3 Punkte     | 6 Punkte          | 9 Punkte        |
| Yvonne Schröder & Paul Pradel         | 5 Punkte     | 4 Punkte          | 9 Punkte        |
| Giulia Siegel & Jan Luggenhölscher    | 4 Punkte     | 1 Punkt           | 5 Punkte        |
| Verena Kerth & René Lohse             | 2 Punkte     | 2 Punkte          | 4 Punkte        |

| Paar                                  | Wertung Jury | Wertung Zuschauer | Gesamt- wertung |
| ------------------------------------- | ------------ | ----------------- | --------------- |
| Christina Surer & Norman Jeschke      | 9 Punkte     | 6 Punkte          | 15 Punkte       |
| Frank Matthée & Mikkeline Kierkgaard  | 6 Punkte     | 8 Punkte          | 14 Punkte       |
| Patrick Nuo & Pauline Schubert        | 9 Punkte     | 4 Punkte          | 13 Punkte       |
| Nina Bott & Vladimir Tsvetkov         | 1 Punkt      | 9 Punkte          | 10 Punkte       |
| Susanne Pätzold & Maurizio Margaglio  | 7 Punkte     | 3 Punkte          | 10 Punkte       |
| Yvonne Schröder & Paul Pradel         | 2 Punkte     | 7 Punkte          | 9 Punkte        |
| Bürger Lars Dietrich & Susanne Peters | 4 Punkte     | 5 Punkte          | 9 Punkte        |
| Patrick Bach & Denise Biellmann       | 5 Punkte     | 2 Punkte          | 7 Punkte        |
| Giulia Siegel & Jan Luggenhölscher    | 3 Punkte     | 1 Punkt           | 4 Punkte        |

| Paar                                  | Wertung Jury | Wertung Zuschauer | Gesamt- wertung |
| ------------------------------------- | ------------ | ----------------- | --------------- |
| Susanne Pätzold & Maurizio Margaglio  | 8 Punkte     | 8 Punkte          | 16 Punkte       |
| Frank Matthée & Mikkeline Kierkgaard  | 7 Punkte     | 7 Punkte          | 14 Punkte       |
| Yvonne Schröder & Paul Pradel         | 6 Punkte     | 5 Punkte          | 11 Punkte       |
| Bürger Lars Dietrich & Susanne Peters | 2 Punkte     | 6 Punkte          | 8 Punkte        |
| Patrick Bach & Denise Biellmann       | 3 Punkte     | 3 Punkte          | 6 Punkte        |
| Patrick Nuo & Pauline Schubert        | 4 Punkte     | 2 Punkte          | 6 Punkte        |
| Christina Surer & Norman Jeschke      | 5 Punkte     | 1 Punkt           | 6 Punkte        |
| Nina Bott & Vladimir Tsvetkov         | 1 Punkt      | 4 Punkte          | 5 Punkte        |

| Paar                                  | Wertung Jury | Wertung Zuschauer | Gesamt- wertung |
| ------------------------------------- | ------------ | ----------------- | --------------- |
| Christina Surer & Norman Jeschke      | 7 Punkte     | 6 Punkt           | 13 Punkte       |
| Frank Matthée & Mikkeline Kierkgaard  | 5 Punkte     | 5 Punkte          | 10 Punkte       |
| Patrick Nuo & Pauline Schubert        | 6 Punkte     | 3 Punkte          | 9 Punkte        |
| Bürger Lars Dietrich & Susanne Peters | 1 Punkt      | 7 Punkte          | 8 Punkte        |
| Susanne Pätzold & Maurizio Margaglio  | 4 Punkte     | 4 Punkte          | 8 Punkte        |
| Patrick Bach & Denise Biellmann       | 2 Punkte     | 2 Punkte          | 4 Punkte        |
| Yvonne Schröder & Paul Pradel         | 3 Punkte     | 1 Punkt           | 4 Punkte        |

| Paar                                 | Wertung Jury | Wertung Zuschauer | Gesamt- wertung |
| ------------------------------------ | ------------ | ----------------- | --------------- |
| Susanne Pätzold & Maurizio Margaglio | 6 Punkte     | 6 Punkte          | 12 Punkte       |
| Frank Matthée & Mikkeline Kierkgaard | 5 Punkte     | 4 Punkte          | 9 Punkte        |
| Christina Surer & Norman Jeschke     | 3 Punkte     | 5 Punkte          | 8 Punkte        |
| Patrick Nuo & Pauline Schubert       | 4 Punkte     | 2 Punkte          | 6 Punkte        |
| Carsten Spengemann & Susanne Peters  | 2 Punkte     | 3 Punkte          | 5 Punkte        |
| Patrick Bach & Denise Biellmann      | 1 Punkt      | 1 Punkt           | 2 Punkte        |

| Paar                                                                                 | Wertung Jury | Wertung Zuschauer | Gesamt- wertung |
| ------------------------------------------------------------------------------------ | ------------ | ----------------- | --------------- |
| Susanne Pätzold & Maurizio Margaglio                                                 | 5 Punkte     | 5 Punkte          | 10 Punkte       |
| Christina Surer & Norman Jeschke                                                     | 3 Punkte     | 4 Punkte          | 7 Punkte        |
| Frank Matthée & Mikkeline Kierkgaard                                                 | 2 Punkte     | 3 Punkte          | 5 Punkte        |
| Patrick Nuo & Pauline Schubert                                                       | 4 Punkte     | 1 Punkt           | 5 Punkte        |
| Patrick Bach & Denise Biellmann                                                      | 1 Punkt      | 2 Punkte          | 3 Punkte        |
| Carsten Spengemann & Susanne Peters (beim Battle gegen Bach/Biellmann ausgeschieden) | 0 Punkte     | 0 Punkte          | 0 Punkte        |

| Paar                                 | Wertung Jury | Wertung Zuschauer | Gesamt- wertung |
| ------------------------------------ | ------------ | ----------------- | --------------- |
| Susanne Pätzold & Maurizio Margaglio | 4 Punkte     | 3 Punkte          | 7 Punkte        |
| Patrick Nuo & Pauline Schubert       | 2 Punkt      | 4 Punkte          | 6 Punkte        |
| Frank Matthée & Mikkeline Kierkgaard | 3 Punkte     | 2 Punkte          | 5 Punkte        |
| Christina Surer & Norman Jeschke     | 1 Punkt      | 1 Punkt           | 2 Punkte        |

| Paar                                 | Wertung Jury | Wertung Zuschauer | Gesamt- wertung |
| ------------------------------------ | ------------ | ----------------- | --------------- |
| Susanne Pätzold & Maurizio Margaglio | 3 Punkte     | 3 Punkte          | 6 Punkte        |
| Patrick Nuo & Pauline Schubert       | 1 Punkt      | 2 Punkte          | 3 Punkte        |
| Frank Matthée & Mikkeline Kierkgaard | 2 Punkte     | 1 Punkt           | 3 Punkte        |

## Einschaltquoten
Während der Großteil der Einschaltquoten von Staffel eins über den Senderschnitt von ProSieben lagen, wurden für die zweite Staffel unterdurchschnittliche Einschaltquoten gemessen.
| Folge                  | Sendung           | Datum             | Zuschauer         | Zuschauer         | Marktanteil       | Marktanteil       | Quelle            |
| Folge                  | Sendung           | Datum             | Gesamt            | 14 bis 49 Jahre   | Gesamt            | 14 bis 49 Jahre   | Quelle            |
| 0Staffel 1 (2006)      | 0Staffel 1 (2006) | 0Staffel 1 (2006) | 0Staffel 1 (2006) | 0Staffel 1 (2006) | 0Staffel 1 (2006) | 0Staffel 1 (2006) | 0Staffel 1 (2006) |
| ---------------------- | ----------------- | ----------------- | ----------------- | ----------------- | ----------------- | ----------------- | ----------------- |
| 01                     | Auftaktshow       | 18. Okt. 2006     | 2,06 Mio.         | 1,37 Mio.         | 6,6 %             | 10,9 %            | [ 15 ]            |
| 02                     | 1. Liveshow       | 25. Okt. 2006     | 2,48 Mio.         | 1,44 Mio.         | 8,2 %             | 11,6 %            | [ 16 ]            |
| 03                     | 2. Liveshow       | 1. Nov. 2006      | 2,42 Mio.         | –                 | 7,3 %             | 11,3 %            | [ 17 ] [ 18 ]     |
| 04                     | 3. Liveshow       | 8. Nov. 2006      | 2,82 Mio.         | 1,72 Mio.         | 9,3 %             | 13,7 %            | [ 18 ]            |
| 05                     | 4. Liveshow       | 15. Nov. 2006     | 2,32 Mio.         | 1,45 Mio.         | 7,4 %             | 11,2 %            | [ 19 ]            |
| 06                     | 5. Liveshow       | 22. Nov. 2006     | 2,81 Mio.         | 1,78 Mio.         | 9,2 %             | 14,3 %            | [ 20 ]            |
| 07                     | Finale            | 29. Nov. 2006     | 2,94 Mio.         | 2,02 Mio.         | 9,9 %             | 16,7 %            | [ 21 ]            |
| 0Staffel 2 (2007–2008) |                   |                   |                   |                   |                   |                   |                   |
| 01                     | 1. Liveshow       | 13. Dez. 2007     | 2,07 Mio.         | 1,25 Mio.         | 7,1 %             | 10,8 %            | [ 22 ]            |
| 02                     | 2. Liveshow       | 20. Dez. 2007     | 1,89 Mio.         | 1,00 Mio.         | –                 | 8,7 %             | [ 23 ]            |
| 03                     | 3. Liveshow       | 27. Dez. 2007     | 1,78 Mio.         | 1,09 Mio.         | 5,7 %             | 9,0 %             | [ 24 ]            |
| 04                     | 4. Liveshow       | 3. Jan. 2008      | 1,78 Mio.         | 1,06 Mio.         | 5,5 %             | 8,0 %             | [ 25 ]            |
| 05                     | 5. Liveshow       | 10. Jan. 2008     | 1,99 Mio.         | –                 | –                 | 8,9 %             | [ 26 ]            |
| 06                     | 6. Liveshow       | 17. Jan. 2008     | 1,92 Mio.         | –                 | –                 | 10,2 %            | [ 27 ]            |
| 07                     | 7. Liveshow       | 24. Jan. 2008     | 2,16 Mio.         | –                 | –                 | 10,9 %            | [ 28 ]            |
| 08                     | 8. Liveshow       | 31. Jan. 2008     | 1,65 Mio.         | 1,05 Mio.         | 5,4 %             | 8,8 %             | [ 29 ]            |
| 09                     | Finale            | 7. Feb. 2008      | 2,12 Mio.         | 1,30 Mio.         | –                 | 10,5 %            | [ 30 ]            |